# Jüdische Lesehefte

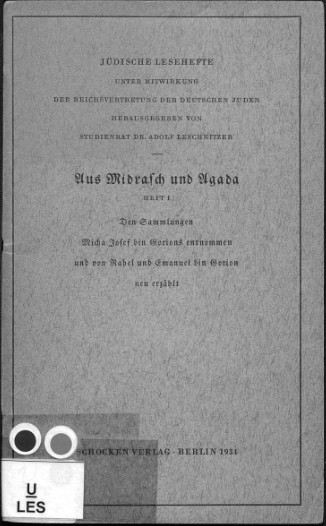
Micha Josef Bin Gorion: Aus Midrasch und Agada (1934)

Die Jüdischen Lesehefte wurden unter Mitwirkung der Reichsvertretung der Deutschen Juden herausgegeben von Adolf Leschnitzer (1899–1980). Sie erschienen im Schocken Verlag in Berlin nach der Machtergreifung der Nationalsozialisten. Zwischen 1934 und 1938 erschienen insgesamt 30 Hefte. Mit Erlass der Nürnberger Rassengesetze musste sich der Verband der Reichsvertretung der Deutschen Juden 1935 in Reichsvertretung der Juden in Deutschland umbenennen. Leschnitzer selbst trug die Nummer 10 (Das Judentum im Weltbild des Mittelalters) bei, die Gelehrten Philipp Aronstein (1862–1942), Jenny Radt und Eliezer L. Ehrmann (1903–1988) steuerten gleich mehrere Bände zu der Reihe bei.

## Übersicht

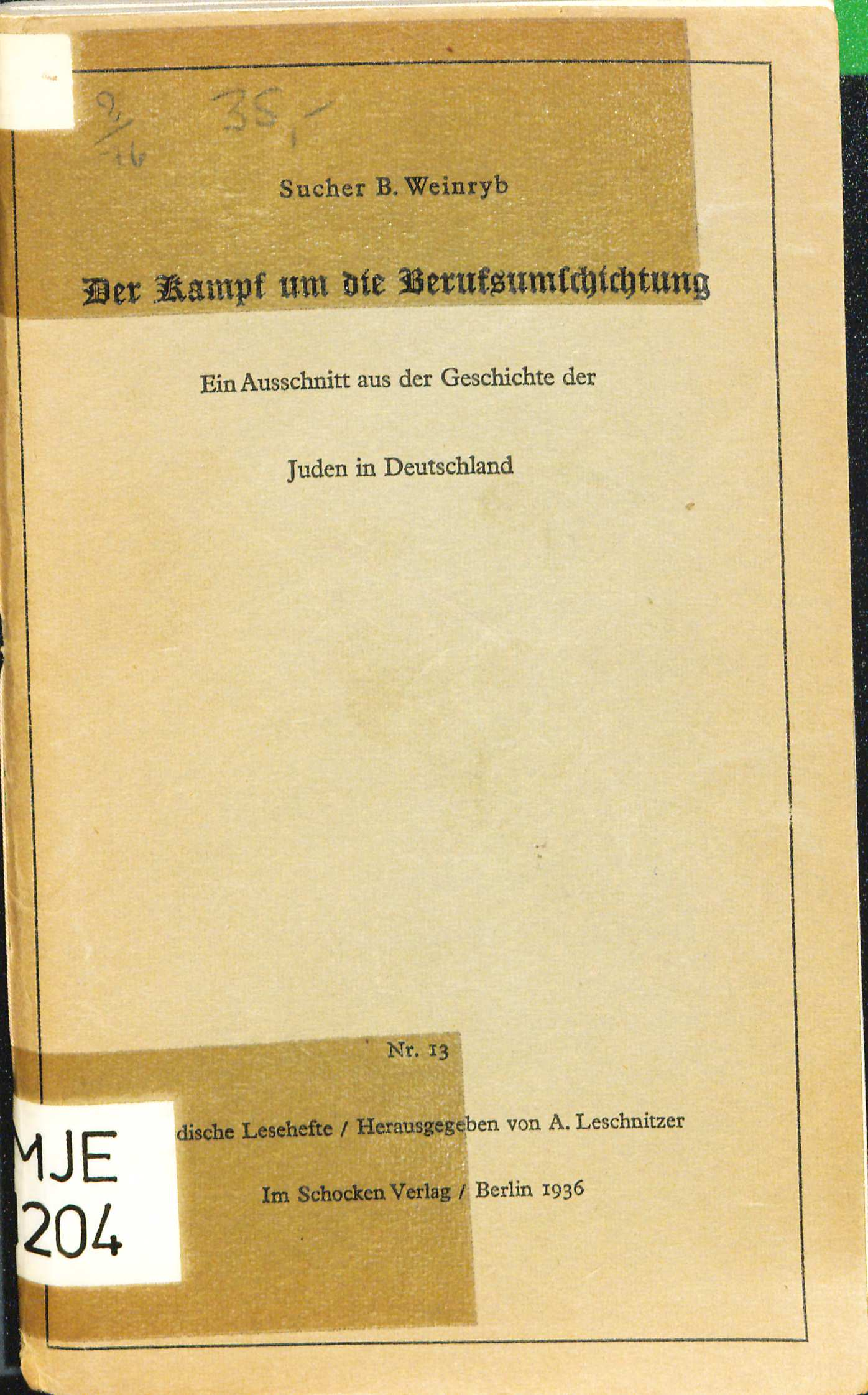
Sucher B. Weinryb: Der Kampf um die Berufsumschichtung (1936)

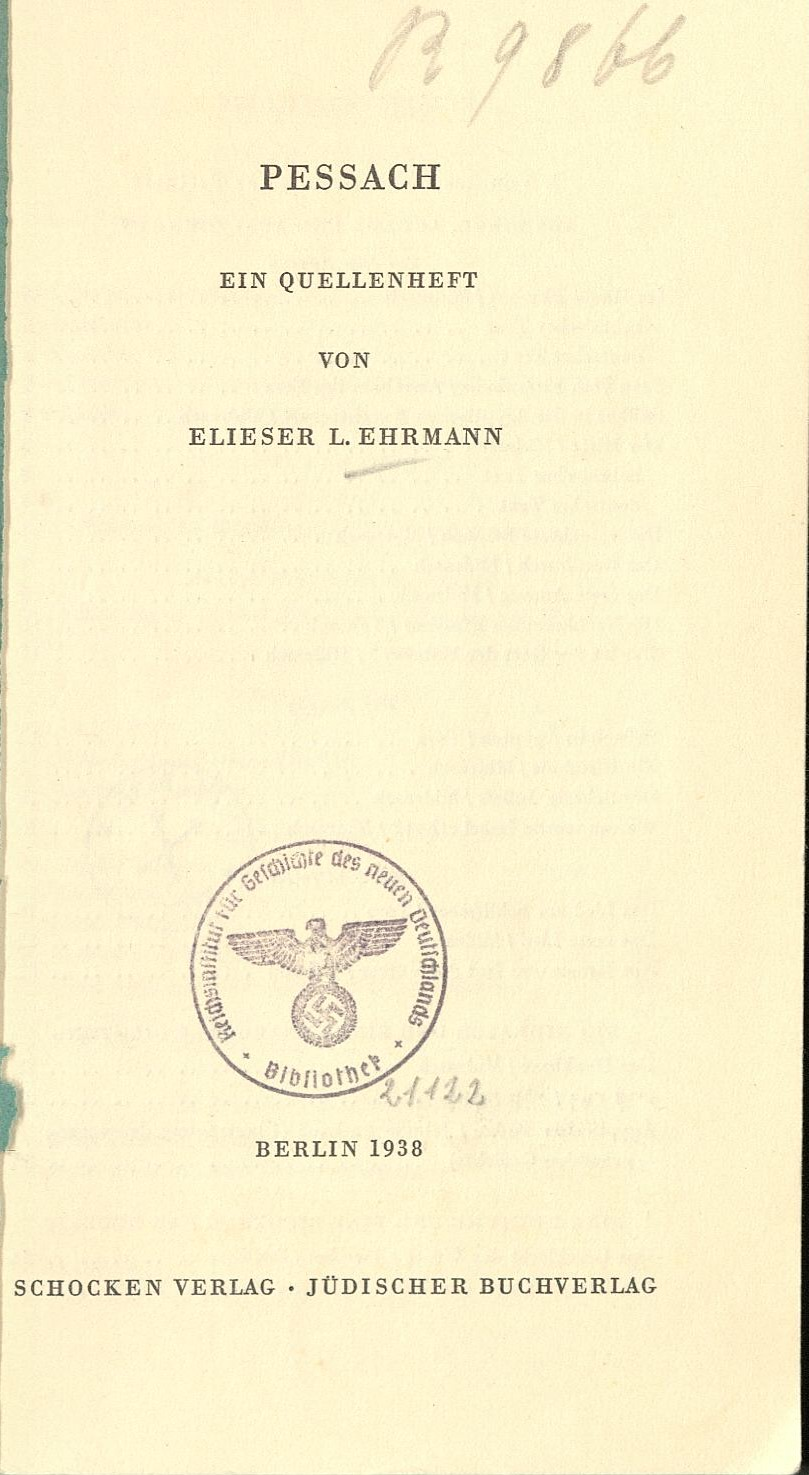
Elieser L. Ehrmann: Pessach (1938)

- 1/2/3 Micha Josef Bin Gorion (d. i. Micha Josef Berdyczewski): Aus Midrasch und Agada. Den Sammlungen Micha Josef bin Gorions entnommen und von Rahel und Emanuel bin Gorion neu erzählt. H. 1–3. 1934
- 4 Der Freiheitskampf der Makkabäer. Aus dem Ersten Makkabäerbuch übertragen. 1934.
- 5 Ismar Elbogen: Das Leben des Rabbi Mosche ben Maimon. Aus seinen Briefen und anderen Quellen. Ausgewählt und eingeleitet. 1935
- 6 Berthold Auerbach – Eine Auswahl aus seinen Schriften. Von E. Gut. 1935
- 7 Philipp Aronstein [Hrsg.]: Pictures of Jewish Life. From Israel Zangwill, Children of the Ghetto. Edited with glossary and notes by Philipp Aronstein. 1935,
- 8 Das jüdische Jahr. Betrachtungen, Schilderungen und Erzählungen. Ausgewählt und übersetzt von Gertie und Julius Stern. 1935.
- 9 Jenny Radt: Die Juden in Polen: Zur Kunde der jüdischen Gegenwart. 1935
- 10 Adolf Leschnitzer: Das Judentum im Weltbild des Mittelalters (Das Judentum im Weltbild Europas I). 1935
- 11 Max Dienemann: Liberales Judentum. 1935
- 12. Leopold Kompert – Eine Auswahl aus seinen Schriften. Von E. Gut. 1936
- 13 Sucher B. Weinryb: Der Kampf um die Berufsumschichtung. Ein Ausschnitt aus der Geschichte der Juden in Deutschland. 1936
- 14 Speeches of British Statesmen on Judaism and Zionism. Edited with Glossary and Notes by Philipp Aronstein. 1936
- 15 Joseph Carlebach, Das gesetzestreue Judentum. 1936
- 16 Ssukkot und Ssimchat Tora. Ein Quellenheft. Von Elieser L. Ehrmann. 1937.
- 17 Jakob Loewenberg. Eine Auswahl aus seinen Schriften. Hrsg. und eingel. von E. Loewenberg. 1937
- 18 Karl Emil Franzos: Eine Auswahl aus seinen Schriften. Hrsg. u. eingel. von Jenny Radt. 1937
- 19 Edmond Fleg; Martin Deutschkorn: Salomon [Ausz.]. 1937
- 20 Purim. Ein Leseheft. Elieser L. Ehrmann. 1937
- 21 Jenny Radt: Die Juden in New York. 1937
- 22 Elieser L. Ehrmann [Hrsg.], Omer-Zeit und Schawuot. Ein Quellenheft. 1937
- 23 Hermann Fechenbach: Einfache Anleitungen fuer den Werkunterricht. 1937
- 24 In den Tagen Mattitjahus. Ein Chanukka-Büchlein. Hrsg. von Elieser L. Ehrmann. 1937
- 25 Chanukka. Ein Quellentext. Von Elieser L. Ehrmann. 1937.
- 26 Elieser L.Ehrmann: Pessach. Ein Quellenheft. Ein Quellenheft. 1938.
- 27 Elieser L. Ehrmann: Das Fest des Mazzot. Ein Pessachbüchlein. 1938
- 28 The Jews in England and America in the 17th and 18th centuries. Edited with glossary and notes by Philipp Aronstein. 1938
- 29 Philipp Aronstein: The Jews in English Poetry and Fiction. 1938
- 30 Rosch Ha-Schana und Jom Kippur. Ein Quellentext. Von Elieser L. Ehrmann. 1938